# Parc de Mon-Repos
Pour les articles homonymes, voir Mon Repos.
Le parc de Mon-Repos est un parc à l'anglaise de la ville vaudoise de Lausanne, en Suisse. Il est situé dans le quartier Mousquines/Bellevue.

## Histoire
Le domaine de Mon-Repos a été constitué au début du XVIIIe par Abraham Secrétan qui regroupe plusieurs parcelles viticoles dans les pentes d'une colline alors appelée Mont-Ribaud. Lorsque Philippe de Gentils devient propriétaire du domaine en 1756, il procède à plusieurs aménagements, dont la création, en 1780, d'un kiosque octogonal encore existant de nos jours ainsi que d'un théâtre dans lequel Voltaire jouera.
De 1812 à 1832, Vincent Perdonnet rénove la villa de maître et l'aménagement du parc selon un plan d'ensemble dû à l'architecte français Louis Damesme, tandis que le Parisien François Monsailler [ou Monsallier] père est chargé de l'aménagement paysager proprement dit. Le parc prend donc progressivement son aspect actuel, planté de centaines d'essences rares afin de former une collection botanique dont la liste a été établie avec l'aide de Daniel-Alexandre Chavannes, naturaliste distingué. L'ensemble se complète d'écuries, d'une ferme, d'une orangerie (qui deviendra l'atelier du sculpteur Yves Dana dès 1987), ainsi que d'une tour néogothique bâtie en 1821 selon un projet du peintre Pierre-Louis Bouvier. Cette fausse ruine se dresse sur un rocher artificiel, sous lequel se trouve une cascade, une grotte et un passage souterrain. Lors du creusement de ce tunnel, on a découvert dans la molasse un grand fragment de feuille de palmier fossile. Le propriétaire des lieux a donné ce bloc au Musée cantonal de géologie.
Au XXe siècle, le Tribunal fédéral s'installe dans un nouveau bâtiment construit au nord du parc qui se retrouve coupé en deux par le passage d'une avenue.
Le parc, tout comme la campagne, la fontaine, les écuries, l'orangerie et le temple de l'amour, sont inscrits comme biens culturels suisses d'importance nationale.

## Description
Outre la maison de maître, l'orangerie, le kiosque et la tour déjà mentionnés, le parc comprend également plusieurs arbres remarquables dont un séquoia géant et un hêtre à feuilles de fougères. Différents aménagements sont également disponibles, parmi lesquels des bassins, une buvette, des places de jeu. Enfin, une piscine couverte occupe le côté ouest du parc.

## Pari des trois tours
Selon une légende urbaine largement répandue mais qui n'est à ce jour étayée par aucune source digne de foi, trois amis, Vincent Perdonnet, William Haldimand et Charles de Cerjat, auraient fait un pari vers 1823 : celui de construire à Lausanne la tour romantique la plus convaincante. La ruine pittoresque de William Haldimand aurait gagné le concours. En réalité, la tour de Perdonnet, dans le parc de Mon-Repos, a été construite en 1821-1822. Elle précède donc de près de dix ans les deux autres tours lausannoises, à savoir la Tour Haldimand, que son propriétaire fait bâtir vers 1830 seulement à Ouchy au parc du Denantou, à l'embouchure de la Vuachère, et celle (disparue) élevé par de Cerjat à Rovéréaz, au nord de la ville, dans les années 1830 également.